# Soundpainting
Soundpainting è una pratica di improvvisazione ideata e condotta dal musicista newyorkese Walter Thompson, a partire dagli anni '70.
Si tratta di un sistema di gesti codificati, tramite i quali il leader (in questo specifico caso "soundpainter") guida l'improvvisazione di un ensemble di performer (musicisti, ballerini, attori, poeti, ecc.). 
Walter Thompson definisce il Soundpainting come un "linguaggio dei segni per la composizione istantanea" ("live composing sign language for musicians"). Nella pratica, il soundpainter interagisce in tempo reale con l'ensemble, strutturando così la forma dell'improvvisazione in un dialogo tra gesti e risposte sonore.
Le indicazioni del soundpainter (gesti o segnali) possono rivolgersi ad un singolo performer, a gruppi di performers o a tutto l'ensemble. 
Il soundpainter nelle sue istruzioni segue una sintassi strutturata a comporre 4 funzioni: "chi"; "cosa"; "come"; "quando".
Il Soundpainting è una delle più diffuse pratiche di improvvisazione condotta, così come la Conduction di Lawrence Butch Morris e il più recente Ritmo y percussión con señas di Santiago Vazquez.

## Fonti
- soundpainting.com.
- Intervista a Walter Thompson su genesi e caratteristiche del Soundpainting, su taransfreejazzhour.com.
- soundpainters.org.
- soundpaintingfestival.fr. URL consultato il 28 agosto 2014 (archiviato dall'url originale il 6 ottobre 2014).